# Pour tout l'monde
Pour tout l'monde est une série télévisée québécoise pour enfants, diffusée du 30 août 1976 à 1977 sur le réseau TVA.

## Synopsis
Pour tout l'monde est diffusée sur le réseau TVA durant la saison 1976-1977 de 17 h à 18 h du lundi au vendredi.
Michel Noël y reprend son rôle du Capitaine Bonhomme, et il est entouré de Fernand Gignac dans le rôle du mousse, Gilles Latulippe dans le rôle de Monsieur Salé, et Pierre Labelle dans le rôle du fils de Monsieur Salé.

## Distribution
- Fernand Gignac : Le mousse
- Pierre Labelle : Valentin Salé, fils de M. Salé
- Gilles Latulippe : Monsieur Salé
- Michel Noël : Capitaine Bonhomme
- Roger Giguère : Bruiteur